# Kalebovac
Kalebovac falu Horvátországban Lika-Zengg megyében. Közigazgatásilag Plitvička Jezerához tartozik.

## Fekvése
Otocsántól légvonalban 40 km-re, közúton 48 km-re délkeletre, községközpontjától Korenicától 1 km-re délre az 1-es számú főút mentén fekszik.

## Története
A mai falu területén a Gradina nevű dombon állt egykor Korenica vára, mely a korbáviai grófok birtoka volt. Első említését abban az adománylevélben találjuk, melyben Miklós, Péter, György és Miklovus korbávaiai grófok 1489 márciusában korenicai kastélyuk mellett ("na kašteli nam v Korenici") egy malmot adományoznak egy bizonyos Utišević Ferencnek.
A szerb lakosságú falu lakóinak ősei a 17. században a török által megszállt területről vándoroltak be ide. A korenicai pravoszláv parókiához tartoztak. 1890-ben 417, 1910-ben 401 lakosa volt. A trianoni békeszerződés előtt Lika-Korbava vármegye Korenicai járásához tartozott. Ezt követően előbb a Szerb-Horvát-Szlovén Királyság, majd Jugoszlávia része lett. A második világháború idején az usztasák többeket, köztük asszonyokat és gyermekeket megöltek, falut felégették. 1991-ben a független Horvátország része lett, de szerb lakossága még az évben Krajinai Szerb Köztársasághoz csatlakozott. A horvát hadsereg 1995. augusztus 6-án a Vihar hadművelet keretében foglalta vissza a község területét. A falunak 2011-ben 35 lakosa volt.

## Lakosság
| Lakosság változása | Lakosság változása | Lakosság változása | Lakosság változása | Lakosság változása | Lakosság változása | Lakosság változása | Lakosság változása | Lakosság változása | Lakosság változása | Lakosság változása | Lakosság változása | Lakosság változása | Lakosság változása | Lakosság változása | Lakosság változása |
| ------------------ | ------------------ | ------------------ | ------------------ | ------------------ | ------------------ | ------------------ | ------------------ | ------------------ | ------------------ | ------------------ | ------------------ | ------------------ | ------------------ | ------------------ | ------------------ |
| 1857               | 1869               | 1880               | 1890               | 1900               | 1910               | 1921               | 1931               | 1948               | 1953               | 1961               | 1971               | 1981               | 1991               | 2001               | 2011               |
| 0                  | 0                  | 0                  | 417                | 427                | 401                | 322                | 264                | 115                | 131                | 127                | 161                | 57                 | 58                 | 48                 | 35                 |

(1880-ig lakosságát Korenicához számították.)

## Nevezetességei
Gradina nevű magaslatán még láthatók a korbáviai grófok 15. századi várának maradványai.